# Kelly Proper
Kelly Proper (ur. 1 maja 1988) – irlandzka lekkoatletka, skoczkini w dal.

## Osiągnięcia
- 7. miejsce podczas halowych mistrzostw Europy (Turyn 2009)
- 6. lokata na młodzieżowych mistrzostwach Europy (Kowno 2009)
- reprezentantka kraju podczas drużynowych mistrzostw Europy
- 16. miejsce w eliminacjach podczas halowych mistrzostw świata (Doha 2010)
- odpadła w eliminacjach halowych mistrzostw Europy (Paryż 2011)
- wielokrotna mistrzyni Irlandii

## Rekordy życiowe
- skok w dal (stadion) – 6,60 (2010) rekord Irlandii
- skok w dal (hala) – 6,62 (2010) rekord Irlandii
- siedmiobój – 5442 pkt. (2013) do 2016 roku rekord Irlandii
- bieg na 100 metrów – 11,57 (2015)
- bieg na 200 metrów – 23,15 (2014)
- bieg na 200 metrów (hala) – 23,27 (2015)

Proper jest także byłą rekordzistką kraju w sztafecie 4 x 100 metrów – 44,27 (2010).